# Le Miroir (Francia)
Le Miroir è un comune francese di 569 abitanti situato nel dipartimento della Saona e Loira nella regione della Borgogna-Franca Contea.

## Società

### Evoluzione demografica
Abitanti censiti